# Pelvicachromis taeniatus
Pelvicachromis taeniatus ist ein kleinwüchsiger Buntbarsch aus Westafrika. Die Art wird in Deutschland als Zierfisch gehalten jedoch nur selten im Handel angeboten. Gelegentlich werden dabei die Trivialbezeichnungen Smaragdprachtbarsch oder Streifenprachtbarsch verwendet. Meist handelt es sich bei den angebotenen Tieren um Wildfänge.

## Verbreitung und Lebensraum
P. taeniatus bewohnt stehende und fließende Gewässer von Benin bis zum Nigerdelta und kommt dort von den Mündungsbereichen der Flüsse bis etwa 50 km landeinwärts vor. Für die ehemals der Art zugerechneten Populationen aus Kamerun wurde die Art Pelvicachromis kribensis revalidiert, für die Population aus dem kamerunischen Fluss Wouri wurde 2014 die Art Pelvicachromis drachenfelsi aufgestellt. Eine geringe Wasserhärte und ein meist niedriger pH-Wert zeichnen den Lebensraum aus. Die Wassertemperaturen betragen 22 bis 25 Grad Celsius. P. taeniatus ist häufig in Ufernähe zu finden, wo er den Schutz von überhängender Vegetation nutzt. Obwohl es sich grundsätzlich um einen Süßwasserfisch handelt, sucht er auch die Brackwasserzonen der Flüsse auf.

## Merkmale
Wie es typisch für die Gattung Pelvicachromis ist, bleiben die Weibchen von P. taeniatus mit einer Länge von sechs Zentimetern etwas hinter den Männchen zurück, die eine Länge von acht Zentimetern erreichen. Die unpaaren Flossen der Männchen sind stark ausgezogen, die der Weibchen abgerundet. Senkrechte Reihen roter und blauer Tupfen bedecken die Schwanzflosse der Männchen. Farbige Flecken sind auch im weichstrahligen Teil der männlichen Rücken- und Afterflosse zu finden. Die Weibchen tragen eine meist farblose Afterflosse, Rücken- und Schwanzflosse sind meist gelblich gefärbt.
P. taeniatus bildet eine große Vielzahl von Farbvariationen aus.
Flossenformel: Dorsale XVII–XVIII/7–8, Anale III/7

## Fortpflanzung
Pelvicachromis taeniatus ist ein sozial monogamer Höhlenbrüter. Die Männchen konkurrieren untereinander um Reviere mit Bruthöhlen. Die Weibchen konkurrieren ihrerseits um Zugang zu den territorialen Männchen. Nach dem Ablaichen pflegt das Weibchen die Eier in der Höhle, während das Männchen die Höhle vornehmlich außen bewacht. Nach sechs bis acht Tagen verlassen die Larven die Höhle und werden durch das Weibchen geführt, während das Männchen potentielle Räuber aus größerer Distanz angreift. Die gemeinsame Brutpflege erstreckt sich über vier bis sechs Wochen.
Bei Pelvicachromis taeniatus sind wegen der hohen Kosten der Brutpflege beide Geschlechter wählerisch bei der Partnerwahl, weshalb sich die Art in der Forschung als Modellorganismus für beidseitige Partnerwahl etabliert hat. Auffällig ist z. B. die Ornamentierung beider Geschlechter: Männchen zeigen unter anderem eine gelbe Bauchfärbung, während Weibchen einen purpurnen Bauch ausprägen. Weibchen bevorzugen bei der Partnerwahl gelbe gegenüber blassen Männchen. Männchen selbst bevorzugen Weibchen mit einer großen Ausdehnung der purpurnen Bauchfläche. Das Ornament der Weibchen dient als Anzeiger der individuellen Qualität und ist somit in der Biologie eines der wenigen Beispiele für funktionale Weibchenfärbung: die Purpurfläche sagt die Menge der Eier, sowie die Ablaichbereitschaft eines Weibchens voraus, wodurch wählerische Männchen profitieren. Weibchen mit groß ausgedehntem Ornament sind außerdem aktiver bei der Brutpflege, und erfolgreicher in Kämpfen mit schwächer ornamentierten Konkurrentinnen. Des Weiteren bevorzugen beide Geschlechter einen jeweils größtmöglichen Partner. Der daraus entstehende sexuelle Konflikt wird durch die beidseitige Partnerwahl in eine Verpaarung unter ähnlich großen Fischen (Assortative Paarung) aufgelöst. Männchen bevorzugen außerdem Weibchen mit großen Bauchflossen, was zu einer Vergrößerung der weiblichen Bauchflosse im Laufe der Evolution geführt hat. Die Allometrie der Bauchflosse der Weibchen steigt am stärksten in Bezug zur Körpergröße als andere Flossen. Am Beispiel von Pelvicachromis taeniatus konnte somit erstmals ein Einfluss von männlicher Partnerwahl auf die Relationen des weiblichen Körpers nachgewiesen werden.
Pelvicachromis taeniatus weist eine bei Tieren selten beobachtete Besonderheit in der Paarbildung auf: Fische der Moliwepopulation betreiben aktive Inzucht. Haben sie die Wahl, sich mit Geschwistern oder unverwandten Fischen zu paaren, fällt die Wahl meist auf ein Geschwister als Partner. Die Männchen investieren in einer Geschwisterpaarung mehr Zeit in die Bewachung des Geleges als die Männchen eines Paares unverwandter Fische. Der Vorteil einer solchen Inzucht liegt darin, dass beide Partner genetisches Material miteinander teilen und so jeder einzelne mehr Gene an den Nachwuchs weitergeben kann, als es bei unverwandten Fischen der Fall wäre. Obwohl dieses Verhaltens in der Regel zu negativen Folgen für den Nachwuchs führt, lassen sich bei Pelvicachromis taeniatus keine Hinweise auf Inzuchtdepression finden. Bei Experimenten in Gefangenschaft zeigte sich eine Abhängigkeit der Brutpflegebemühungen der Eltern vom Ernährungszustand des Nachwuchses. Generell nimmt mit dem Heranwachsen der Brut der Pflegeaufwand der Elterntiere ab. Dies ist umso stärker ausgeprägt, je schwächer der Nachwuchs ist, besser ernährte und damit größere Nachkommen werden länger versorgt. Die Autoren der Studie erklären das zeitigere Vernachlässigen schwächerer Nachkommen mit den verringerten Kosten für die Elterntiere, die somit mehr Energie in zukünftigen Nachwuchs investieren können.